# Ari Suhonen
Ari Suhonen (ur. 19 grudnia 1965 w Porvoo) – fiński lekkoatleta specjalizujący się w biegach średniodystansowych .

## Kariera
Startował pod koniec lat 80. i na początku lat 90. XX wieku.  Jest rekordzistą kraju na 800 m, 1,44,1. Rekord kraju ustanowił 16 sierpnia 1989 r. w Zurychu. W latach 1985–1993 dziewięc razy z rzędu zdobył mistrzostwo kraju na 800 m. Pięciokrotnie był mistrzem kraju 1500 metrów, w latach 1986–1989 i 1993. W 1988 został halowym mistrzem Europy na dystansie 1500 metrów. Zdobył także brązowy medal na 800 metrów na halowych mistrzostwach Europy w 1987 roku